# Monte Tiravento
Il Monte Tiravento (1043 m s.l.m.) è una montagna dell'Appennino Tosco-Romagnolo nel Parco nazionale delle Foreste Casentinesi, Monte Falterona e Campigna, in Provincia di Forlì-Cesena sotto il comune di Premilcuore.

## Descrizione
Si può salire sul monte partendo da Premilcuore, proseguendo sul Sentiero 313, in circa 1:35 h.

## Etimologia
Il nome "Monte Tiravento" sembra derivare dall'antico termine dialettale romagnolo "tira vent", che significa "tira vento". Questo nome potrebbe essere stato dato alla montagna per la sua esposizione ventosa o per la presenza di venti che soffiano in quella zona. È comune che i toponimi locali siano legati alle caratteristiche geografiche o climatiche dell'area.